# Hans Vermin
Hans Vermin is een Nederlandse dammer die halverwege de jaren tachtig van de 20e eeuw naar Zwitserland verhuisde om te werken als fysiotherapeut. Hij is in het bezit van de titels Internationaal Grootmeester en Nationaal Grootmeester. Hij is vanaf 1988 ononderbroken Zwitsers kampioen en komt incidenteel uit in de Nederlandse teamcompetitie voor damclub Westerhaar. 

## Nederlands kampioenschap
Hij nam deel aan het Nederlands kampioenschap in 1981, 1982, 1983, 1984, 1985, 1986, 
1987 en 1988. 

## Internationaal
Hij nam deel aan het wereldkampioenschap in 1986 in Groningen met een gedeelde 10e plaats met 19 uit 19 en in 1996 in Abidjan waarin hij zich met 9 uit 7 in de voorronde net niet voor de finale wist te plaatsen.
Hij nam deel aan het Europees kampioenschap in 2006 in Bovec met de 23ste plaats met 12 uit 10.